# Jurij Fedkovytj
Osyp Jurij Fedkovytj (ukr. Осип Юрій Федькович), ibland Osip Fedkovitj-Hordinskij, född 8 augusti 1834, död 11 januari 1888, var en ukrainsk författare.
Fedkovytj skrev i en stil influerad av Taras Sjevtjenko patriotisk lyrik och epik samt dramer med historiska motiv, såsom Chmelnytskyj. Han gjorde sig även känd genom folklivsskildringar från samtiden, utgivna på ukrainska 1876. En del av dessa utgavs på tyska under titeln Am Tscheremusch (1882).